# كين داير
كين داير (بالإنجليزية: Ken Dyer)‏ هو لاعب كرة قدم أمريكية أمريكي، ولد في 16 مارس 1946 في آن آربر في الولايات المتحدة، وتوفي في 7 مارس 2010 في غيلبرت في الولايات المتحدة.

## وصلات خارجية
- كين داير على موقع مرجع كرة القدم المحترفة.كوم (الإنجليزية)
- كين داير على موقع JustSportsStats.com (الإنجليزية)